# 岡本嘉子
岡本 嘉子（おかもと よしこ、1956年7月4日 - ）は、日本の女性声優。東京都出身。アーツビジョン所属。

## 略歴
日本ナレーション演技研究所出身。

## 人物
趣味・特技には合唱、ピアノ演奏、声楽をそれぞれ挙げている。

## 出演

### テレビアニメ
1994年
- 勇者警察ジェイデッカー（ニュースキャスター、スー）

1995年
- BLUE SEED（母親 他）
- 行け!稲中卓球部（友田）
- 獣戦士ガルキーバ（金剛リン）
- NINKU -忍空-（1995年 - 1996年、女、酒場の女、兵士、おばさん）

1996年
- 名探偵コナン（1996年 - 2019年、お手伝いさん、小川の母、看護婦、おばさん、居酒屋女将、瀬川美智子、石田康江、老婆、店主、女、店のおばちゃん、老母、三池、家坂の妻、高柳〈妻〉、白河美鈴、福来清美、北園絹子、門脇安子）

1997年
- クレヨンしんちゃん（オキナ）
- ゲゲゲの鬼太郎（第4作）（影女）

1998年
- ふしぎなメルモ（リニューアル版）（ニタ子の母、ショウゴの母）
- 魔術士オーフェン（シャスタデイジー）
- どっきりドクター（1998年 - 1999年、校長先生、男子生徒、京介、看護婦）

1999年
- Bビーダマン爆外伝V（おばあさんボン）
- カウボーイビバップ（母親）
- ∀ガンダム（農家の妻）
- デビルマンレディー（祖母）
- GTO（1999年 - 2000年、桜井理事長、母親、巫女、足田）
- イソップワールド（母にわとり）
- 今、そこにいる僕（シュウの母）
- THE ビッグオー

2000年
- 人形草紙あやつり左近（農家の主婦A）

2001年
- 学校の怪談（女将）
- 逮捕しちゃうぞ SECOND SEASON（緑のおばさん）
- 週刊ストーリーランド（村の女2）
- ガイスターズ FRACTIONS OF THE EARTH（マリアデギ・モチ）
- ココロ図書館（お婆さん）

2002年
- アクエリアンエイジ Sign for Evolution（上倉多恵子）
- 犬夜叉（老侍女）
- ぱにょぱにょデ・ジ・キャラット（クジラ）
- OVERMANキングゲイナー

2003年
- WOLF'S RAIN（おばちゃん）
- D・N・ANGEL（画材屋主人 澪、老婆）

2004年
- クロノクルセイド（ジーン先生）
- かいけつゾロリ（小豆とぎ）
- 風人物語（2004年 - 2005年、ナオの母）

2005年
- ブラック・ジャック（鈴田の母）

2006年
- NARUTO -ナルト-（老婆）
- びんちょうタン（れんタンのおばあちゃん）
- まじめにふまじめ かいけつゾロリ（あずきとぎ）
- エンジェル・ハート（福留母）
- おとぎ銃士 赤ずきん（老女）

2007年
- CLANNAD-クラナド-（売店のおばちゃん）

2008年
- シゴフミ（園長、日比谷母）
- モノクローム・ファクター（緋沼水絵）

2011年
- フラクタル（グラニッツの村人、老巫女D）
- BLEACH（おばさん）

2014年
- 悪魔のリドル（兎角の祖母）

2016年
- 少年メイド（八百屋）

### 劇場アニメ
- KAZU&YASU ヒーロー誕生（1995年）
- スレイヤーズごぅじゃす（1998年、母親2）
- えっちゃんのせんそう（2002年、上原ウメ[52]）
- 爆転シュート ベイブレード THE MOVIE 激闘!!タカオVS大地（2002年、ケイコの母）
- まじめにふまじめ かいけつゾロリ なぞのお宝大さくせん（2006年、小豆とぎ）

### OVA
- 未来超獣FOBIA（1995年、星野の母、レプリノイド）
- 今日から俺は!!（1996年、京子の母）

### ゲーム
- アルナムの牙 獣族十二神徒伝説（1994年、イノア、ゴウセンの母）
- アザーライフ アザードリームス（1997年、リース）
- 炎の料理人クッキングファイター好（1998年、クミンの母）
- Gears of War（2007年、ミラ）
- Gears of War 2（2009年、ミラ）
- ドンキーコング バナンザ（2025年、ゾウ長老）

### ドラマCD
- CDシアター ドラゴンクエストVI（ハッサンの母）

### 吹き替え

#### 映画
- インシディアス（ロレーヌ・ランバート〈バーバラ・ハーシー〉）
- インシディアス 第2章（ロレーヌ・ランバート〈バーバラ・ハーシー〉）
- オフィスキラー（ナオミ〈リンダ・パウエル〉）
- ファイアーライト/情炎の愛（ジャゴ夫人〈マギー・マッカーシー〉）
- マレーナ

#### テレビドラマ
- グレイズ・アナトミー（アデル）
- SUITS/スーツ（エディス・ロス）

#### アニメ
- 悪魔城ドラキュラ -キャッスルヴァニア-（ジュヴァラ夫人）
- ブレイブ・リトル・トースター レスキュー大作戦!
- ヘラクレス（老婦人）
- リブート（フジテレビ版）（マウス）

### 舞台
- 劇団大富豪第8回公演「wakasagi（ワカサギ）」（2012年3月1日 - 2012年3月4日、東京 笹塚ファクトリー）